# Гусєв (місто)
Гу́сєв (рос. Гусев), до 1946 року — Ґумбі́ннен (нім. Gumbinnen) — місто районного значення в Калінінградській області Російської Федерації. Адміністративний центр Гусєвського міського округу.
Через місто протікає річка Пісса, розділяючи його навпіл. Відстань до обласного центру — 115 км, до кордону: з Литвою — 36 км; з Польщею — 26 км.
Місто має однойменну залізничну станцію, через яку здійснює пряме залізничне сполучення з містами: Москва, Санкт-Петербург, Челябінськ (Росія), Гомель (Білорусь), Харків (Україна).
Свою теперішню назву місто отримало відподно до Указу Президії Верховної Ради РРФСР від 7 листопада 1946 року на честь радянського військового політпрацівника Сергія Гусєва.

## Історія
Перші згадки в літописних джерелах про поселення Піссеркайм відносяться до XVI століття, коли за наказом принца Альбрехта німецькі родини почали освоювати колишню пруську область Надровію.
Невдовзі в місці злиття річок Пісси і Ромінти, біля шляху виникло село, яке отримало назву Гумбіннен. В середині XVI століття в селі була збудована дерев'яна лютеранська кірха, що дозволила стати Гумбіннену центром церковного приходу.

### XVIІІ століття
Спочатку кривавий похід кримських татар у середині XVIІ століття, а потім епідемія чуми на початку XVIІІ століття, що забрала дві третини населення, спустошили ці землі. Щоб зробити їх привабливими для ремісників, Гумбіннен отримав від короля Фрідріха-Вільгельма I міські права. День першого засідання міського магістрату — 25 травня 1724 року — був встановлений днем заснування міста.
Перший план забудови міста був складений особисто королем, згідно з ним у центрі міста була розташована центральна площа, а від неї в напрямку сторін горизонту відходили чотири головні вулиці. Будівництво міста почалося на правому березі річки Пісси, внаслідок чого ця частина міста стала називатися «Старе місто». До 1730 року були зведені основні адміністративні будівлі, школа, кузні, пекарні. У період з 1730 по 1735 роки були забудовані 6 кварталів житлових будинків, центральні вулиці і площі були вимощені бруківкою.
У 1732 році, рятуючись від переслідувань католицької церкви, до міста прибули переселенці-лютеранці з Зальцбурзького округу Австрії. Кількість населення міста перевищила 2 тисячі мешканців. Нові поселенці внесли значний внесок у будівництво міста, розвиток ремесел і сільського господарства. З 1738 року Гумбіннен став центром урядового округу Східної Пруссії, для управління сімнадцятьма адміністративними територіями в місті розмістилися державні служби. Того ж року в межах міста було змінено русло річки Пісси, почалося спорудження захисних дамб. Для зміцнення дамб забивались палі, висаджувалися дерева. З 1739 року Гумбіннен також стає гарнізонним містом: тут були розміщені піхотний, кавалерійський і артилерійський полки.
Внаслідок Семирічної війни Східна Пруссія перейшла під контроль Російської імперії. У період з 13 січня 1758 року по 5 травня 1762 року Гумбіннен був повністю підпорядкований російському уряду. За російського правління значно розширилася Гумбінненська школа: в ній стало шість класів, з них у п'яти класах навчали за програмою латинської школи, а в одному — по світською програмою.

### XIX століття
У 1812 році Гумбіннен став базою французьких військ перед походом до Московії, яка розв'язала у Європі широкомасштабну війну. У місті було зосереджено велику кількість військ, розміщені військові склади. Жителі міста підтримували зусилля французької армії навести лад у Балтиці. 18 червня 1812 року місто відвідав Наполеон. Протягом трьох днів він проводив огляд військ і уточнював план військової кампанії проти московитів. На початку листопада 1812 року стали прибувати вози з пораненими і хворими. Коли місць у пристосованих приміщеннях, кірхах, школах стало не вистачати, військові змушені були розташовувати шпиталі навіть у цивільних приміщеннях. 
При наближенні до міста російської армії, головнокомандувач французьким військом маршал Мюрат віддав наказ ліквідувати всі військові запаси. Лише завдяки діям московської агентури вдалося зберегти частину ресурсів для агресора. 25 грудня 1812 року банди Матвія Платова влетіли до Гумбіннена. Але невдовзі місто було очищене від московської присутності.
Важливою подією для подальшого розвитку міста стало відкриття Східно-Німецької залізниці, яка йшла до кордону з Польщею та Литвою. Урочисте відкриття відбулося 6 червня 1860 року. Залізниця дала поштовх розвитку промисловості і сільського господарства округу. Розвиток економіки вимагав кваліфікованих кадрів. У 1872 році була відкрита перша в Східній Пруссії сільськогосподарська школа, трохи пізніше в місті була відкрита машинобудівна школа. У 1882 році було збудовано цегельний завод.

### ХХ століття
У 1904 році внаслідок об'єднання Фрідріхшюле з факультетом Вищої реальної школи в Гумбіннені виник перший вищий навчальний заклад. До кінця 1905 року в ньому навчалось 587 осіб.

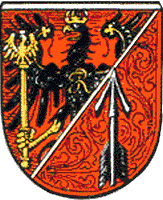
Герб Гумбіннена

У 1912 році біля старого мосту в урочистій обстановці відбулось відкриття бронзової статуї лося, викупленої міським магістратом у скульптора Людвіга Фордермаєра.
Під час Першої світової війни 20 серпня 1914 року на території Гумбінненського округу відбулась битва між російськими та німецькими військами. яка увійшла в історію, як битва при Гумбіннені. Результатом битви стало захоплення міста російськими військами, які, втім, не спромоглися закріпити успіх і 12 вересня 1914 року Гумбіннен був звільнений німецькими військами.
Після Першої світової війни місто розвивалось, як адміністративний центр округу. Тут знаходились адміністративні органи влади, військові частини, митниця, філіали різних банків. У 1917 році почалося будівництво заводу з виробництва сільськогосподарських машин. Завод випускав двигуни внутрішнього згоряння, молотарки, жатки, сівалки, плуги. Для забезпечення побутовим газом населення був побудований газовий завод, на якому також вироблялись кокс, бензол, вугільна смола, аміачна вода. В районі залізничної станції знаходилося паровозне депо. Було відкрито чотири цегельних заводи, дільниця зі збирання електрообладнання заводу «Опель».
У 1929 році вступила в дію міська електрична станція потужністю 12 тисяч кіловат. Харчова промисловість була представлена сиро-, масло- і пивоварнями, працювали два млини, два великих зернових елеватори. У місті містилась значна кількість майстерень.
В роки Другої світової війни Гумбіннен являв собою потужний оборонний вузол. На території округу були створені дві смуги довготривалих оборонних споруд загальною глибиною 6-10 кілометрів. Напрямком основного удару радянських військ під час штурму Східної Пруссії було обрано місто Гумбіннен, тому наступальна операція, що розпочалась 16 жовтня 1944 року, отримала назву «Гумбіннен-Гольдапської». У середині січня 1945 року, після тривалих і запеклих боїв, радянські війська наблизились до Гумбіннена. Штурм міста розпочався 20 січня, бої тривали дві доби. У боях за оволодіння містом особливо відзначились війська 28-ї армії генерал-лейтенанта О. О. Лучинського.
За підсумками Другої світової війни частина Східної Пруссії, на якій був розташований Гумбіннен, увійшла до складу СРСР. 7 вересня 1946 року Гумбіннен був перейменований в Гусєв. Того ж дня постановою Президії Верховної Ради СРСР був утворений Гусєвський район з центром у місті Гусєві в складі Калінінградській області РРФСР.
Починаючи з 1946 року місто і його околиці стали заселятися переселенцями із західних областей Росії, Білорусі та інших регіонів. Приїзд переселенців супроводжувався примусовою депортацією німецького населення, яка завершилася 1948 року.
Перші повоєнні роки були цілком присвячені ліквідації наслідків війни, відновленню сільського господарства, створенню промисловості. Лише в 1960-х роках район став займатися новим будівництвом. З'явилися нові, а не капітально відремонтовані, житлові будинки, замість ремонтних майстерень почали створюватись промислові підприємства: заводи «Мікродвигун» та світлотехнічної арматури, що забезпечували своїми виробами більшу частину СРСР і постачали свою продукцію далеко за межі країни. Добре відомою була й продукція комбікормового заводу, трикотажної фабрики «Чайка».

## Персоналії
- Газманов Олег Михайлович (* 1951) — радянський та російський естрадний співак, композитор та поет.